# Ladimirevci
Ladimirevci est une localité de Croatie située dans la banlieue de Valpovo sur la rive droite de la rivière Karašica.
Fabijan Sovagovic, acteur croate, est né à Ladimirevci en 1932.